# Mukim di Kuala Belait
Kuala Belait è un mukim del Brunei situato nel Distretto di Belait con 33.067 abitanti al censimento del 2011. È situato nella parte occidentale del distretto.

## Geografia antropica

### Suddivisioni amministrative
Il mukim è formato dalla città omonima più altri villaggi (kapong in malese):
- Kuala Belait, città principale a sua volta suddivisa nei villaggi di Pekan Belait, Melayu Asli, Melayu Baru, China, Temenggong, Lubok Palam e Sungai Duhon.
- Sungai Pandan, formato dai villaggi Pandan e Perumahan Negara Kampung Pandan.
- Mumong, formato dai villaggi Mumong Utara, Mumong Selatan e Perpindahan Mumong.
- sulla riva destra del fiume Belait sono presenti i villaggi di Rasau, Sungai Teraban, BSP, Sungai Teraban, Sungai Satu, Sungai Tujoh e Sungai Tiga.
- Sungai Tujoh, località al confine con la Malaysia
- Rasau
- Istana Mangellela